# Họ Chào mào
Họ Chào mào (danh pháp khoa học: Pycnonotidae) là một họ chứa các loài chim biết hót, có kích thước trung bình, thuộc bộ Sẻ, sinh sống chủ yếu tại châu Phi và vùng nhiệt đới châu Á. Họ này chứa khoảng 149 loài trong 28 chi. Tên gọi phổ biến trong tiếng Việt là chào mào, bông lau, hoành hoạch và cành cạch, trong đó tên gọi cành cạch được dùng cho các loài chim trong chi Alophoixus, Hemixos, Hypsipetes, Iole và Ixos còn tên gọi chào mào là tên gọi dân dã cho 'chào mào ria đỏ' (Pycnonotus jocosus). Tên gọi này cũng áp dụng cho chi Spizixos và một vài loài khác trong chi Pycnonotus. Bông lau được sử dụng cho phần lớn các thành viên của chi Pycnonotus (ngoại trừ những loài nào gọi là chào mào). Tuy nhiên do không phải loài nào cũng có mặt tại Việt Nam nên trong bài gọi chung là chào mào khi có thể.
Các loài chim này chủ yếu là chim ăn quả. Một số có màu sặc sỡ với huyệt, má, họng, lông mày có màu vàng, đỏ hay da cam, nhưng phần lớn có bộ lông buồn tẻ với màu chủ đạo là đen hay nâu ô liu đồng nhất. Một số loài có mào rất đặc biệt.
Nhiều loài sinh sống trên phần ngọn của cây cối trong khi một số loài chỉ sống ở các tầng cây thấp. Chúng đẻ tới 5 trứng có màu hồng tía trong các tổ trên cây và chim mái ấp trứng.
Chào mào (Pycnonotus jocosus) phân bố rộng rãi trong vùng nhiệt đới và cận nhiệt đới, chẳng hạn ở miền nam Florida, Hoa Kỳ.

## Hệ thống học
Các sắp đặt truyền thống chia các loài chào mào thành 4 nhóm, gọi là các nhóm Pycnonotus, Phyllastrephus, Criniger và Chlorocichla theo các chi đặc trưng này. Tuy nhiên, các phân tích gần đây chứng minh rằng kiểu sắp xếp này có lẽ đã dựa trên diễn giải sai lầm các đặc trưng:
So sánh các chuỗi mtDNA cytochrome b phát hiện ra rằng 5 loài của chi Phyllastrephus không thuộc về nhóm chào mào, mà thuộc về nhóm kỳ dị chứa các loài chim biết hót ở Madagascar. Xem thông tin dưới đây để biết thêm về 5 loài này. Tương tự, phân tích chuỗi các gen nDNA RAG1 và RAG2 cho thấy chi Nicator cũng không là chào mào . Nghiên cứu của Pasquet và ctv. (2001) chứng minh rằng sắp xếp trước đây thất bại trong việc tính toán tới địa sinh học. Nhóm này chứng minh rằng chi Criniger phải chia thành các dòng dõi châu Phi và châu Á (Alophoixus). Sử dụng phân tích 1 chuỗi nDNA và 2 chuỗi mtDNA, Moyle & Marks (2006) phát hiện thấy một dòng dõi chủ yếu ở châu Á và một nhóm các loài greenbul và chim mỏ cứng ở châu Phi; Greenbul vàng kim dường như rất khác biệt và tạo thành nhóm của chính nó. Một vài đơn vị phân loại không là đơn ngành, và các nghiên cứu tiếp theo là cần thiết để xác định các mối quan hệ giữa các chi lớn.

### Danh sách hệ thống hóa
- Chào mào, bông lau, cành cạch châu Á: Pycnonotinae
  - Chi Tricholestes: 1 loài.
  - Chi Setornis: 1 loài.
  - Chi Alophoixus: 7 loài cành cạch (trước đây gộp trong chi Criniger).
  - Chi Acritillas: 1 loài (tách ra từ chi Iole).
  - Chi Iole: 6 loài cành cạch.
  - Chi Hemixos: 3 loài cành cạch.
  - Chi Ixos: 4 loài cành cạch.
  - Chi Cerasophila: 1 loài (tách ra từ chi Hypsipetes).
  - Chi Thapsinillas: 3 loài (tách ra từ Alophoixus affinis).
  - Chi Hypsipetes: 15 loài cành cạch.
  - Chi Microtarsus: 7 loài chào mào (tách ra từ chi Pycnonotus).
  - Chi Spizixos: 2 loài chào mào.
  - Chi Rubigula: 8 loài (tách ra từ chi Pycnonotus).
  - Chi Pycnonotus: 33 loài chào mào, bông lau.
- Greenbul điển hình và đồng minh ở châu Phi: Crinigerinae
  - Chi Andropadus: 1 loài (trước đây chứa tới 12 loài nhưng đa ngành).
  - Chi Calyptocichla: 1 loài.
  - Chi Stelgidillas: 1 loài (tách ra từ Andropadus).
  - Chi Neolestes: 1 loài.
  - Chi Criniger: 5 loài.
  - Chi Eurillas: 5 loài (tách ra từ Andropadus).
  - Chi Phyllastrephus: 21 loài.
  - Chi Bleda: 4 loài chim mỏ cứng.
  - Chi Atimastillas: 1 loài (tách ra từ Chlorocichla).
  - Chi Ixonotus - 1 loài Greenbul đốm.
  - Chi Thescelocichla – 1 loài Greenbul đầm lầy.
  - Chi Baeopogon: 2 loài.
  - Chi Chlorocichla: 5 loài.
  - Chi Arizelocichla: 12 loài (tách ra từ Andropadus).

## Chuyển ra ngoài Pycnonotidae

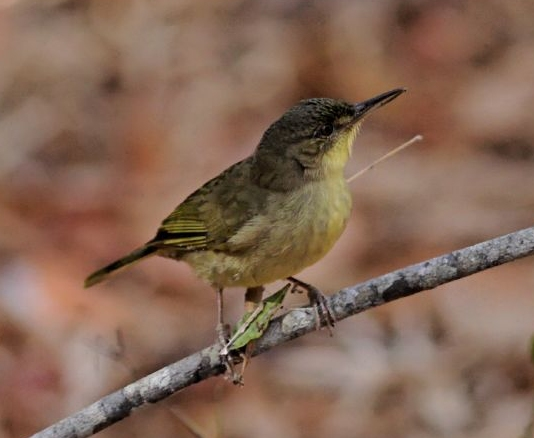
Greenbul mỏ dài ở Madagascar hiện nay được coi là thuộc về nhóm chích Malagasy.

### Bernieridae
- Chi Bernieria – trước đây trong chi Phyllastrephus
  - Bernieria madagascariensis: Greenbul mỏ dài
- Chi Xanthomixis - trước đây trong chi Phyllastrephus; có thể đa ngành
  - Xanthomixis apperti
  - Xanthomixis cinereiceps: Greenbul đầu xám
  - Xanthomixis tenebrosus: Greenbul tối màu
  - Xanthomixis zosterops: Greenbul khoang mắt

### Nicatoridae
- Chi Nicator: 3 loài
  - Nicator chloris: Nicator đốm vàng
  - Nicator gularis: Nicator miền đông
  - Nicator vireo: Nicator họng vàng

### Vangidae
- Chi Tylas: 1 loài.
  - Tylas eduardi

### Modulatricidae
- Chi Arcanator: 1 loài.
  - Arcanator orostruthus

### Sylviidae
- Chi Lioptilus: 1 loài.
  - Lioptilus nigricapillus = Sylvia nigricapillus